# Stadskerk (Ludwigslust)
De Stadskerk (Duits: Stadtkirche) is een protestants kerkgebouw in het mecklenburgse stadje Ludwigslust. De kerk was oorspronkelijk de hofkerk van het barokke slot Ludwigslust, dat de bijnaam "het Versailles van Mecklenburg" draagt en vanaf 1772 in opdracht van hertog Frederik van Mecklenburg ("de Vrome") werd gebouwd. Het kerkgebouw en het slot vormen het grootste barokke ensemble van Mecklenburg.

## Geschiedenis
De kerk werd in verband met de nieuwbouw van de residentie in opdracht van hertog Frederik in de jaren 1765-1770 gebouwd als hof- en grafkerk van het hertogelijk huis. Het ontwerp was afkomstig van de mecklenburgse architect Johann Joachim Busch. De kerk moest door een as worden verbonden met het slot, waardoor de kerk geen oostelijke oriëntatie kent.  
Sinds de 19e eeuw dient de voormalige hofkerk als de evangelisch-lutherse stadskerk van Ludwigslust. De kerk was in de herfst van 1989 het toneel van protesten tegen het DDR-regime. Naast de regelmatige erediensten vinden er in het kerk concerten plaats. Voor het behoud en het onderhoud van de kerk is de Förderverein Stadtkirche Ludwigslust opgericht.

## Beschrijving
Het kerkgebouw zelf betreft een zaalkerk met een mansardedak, dat schuil gaat achter een bredere porticus. Het front wordt door zandstenen beelden van de vier evangelisten bekroond, met op de top een Christusmonogram. Boven de zuilenhal bevindt zich het fronton, waarin geschreven staat:
- Ieso Christo - Magno Paccatorum Redemtori hoc Templum consecratum est - a magno Peccatore redemto - dei gratia Friderico duce megepolitano - aegdificari coeptum anno MDCCLXV mense martio - finitum anno MDCCLXX mense iulio (vertaald: Jezus Christus - aan de grote Verlosser van zondaars is de kerk gewijd - door een grote verloste zondaar - Frederik, door Gods genade hertog van Mecklenburg - met bouwen begonnen in de maand maart van het jaar 1765 - voltooid in de maand juli van het jaar 1770)

### Interieur

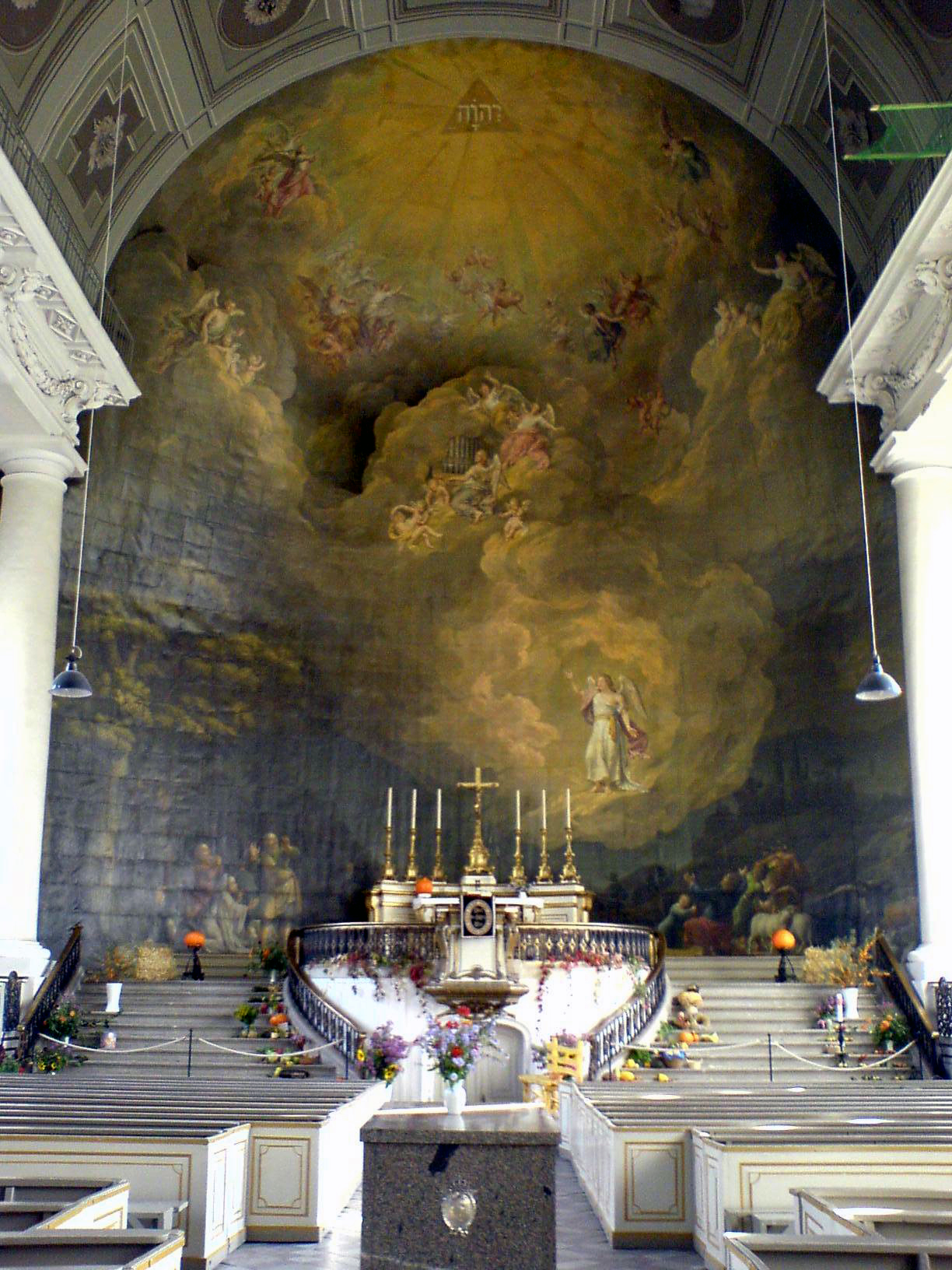
Altaarschilderij Aankondiging aan de Herders

Het interieur van de kerk wordt door 16 houten zuilen zonder dragende functie verdeeld en overspannen door een houten tongewelf. Het hoogtepunt van de zaal vormt het monumentale schilderwerk van de "aankondiging aan de herders" op de zuidelijke muur. Met een oppervlakte van meer 350 m² domineert het kunstwerk het hele altaar. Het werd gemaakt door de hofschilder Johann Dietrich Findorff en uiteindelijk voltooid door Johann Heinrich Suhrlandt. Achter het uit vlakken karton bestaande kunstwerk gaan het orgel en de koorgalerijen schuil. Vanuit de kerkzaal zijn ze nagenoeg onzichtbaar. Het orgel werd ter vervanging van een ouder orgel gebouwd door Friedrich Friese III, een gerenommeerd orgelbouwer uit Mecklenburg. Het werd in de jaren 2002-2003 gerestaureerd. Onder het als confessio gebouwde altaar met de gebogen trappen die leidden naar de centraal opgestelde kansel, bevindt zich de grafkelder van hertogin Louise Frederica van Württemberg. Het graf van haar echtgenoot, de bouwheer hertog Frederik, staat voor de ingang van de grafkelder in het midden van de kerkzaal. 
Tegenover het altaar bevindt zich aan de noordelijke muur van het godshuis de loge van de hertogelijke familie. Het barokke uiterlijk van de loge staat in contract met het eerder classicistische interieur van de kerk.    
De voorwerpen van het altaar zijn deels afkomstig uit de dorpskerk van Klenow, het dorp van waaruit zich later in de 18e eeuw Ludwigslust ontwikkelde.
Bijzonder is het consequente gebruik van beschilderd papier-maché als materiaal voor decoratie, rosetten, luchters en andere voorwerpen. De beperkte financiële middelen van hertog Frederik lieten geen dure steensoorten, zoals marmer of graniet, edele metalen en hout, porselein of zelfs stucwerk toe. Het bedrijf Ludwigsluster Carton-Fabrique kreeg dankzij het werk in de kerk zelfs nationale bekendheid voor de productie van goedkoop te produceren en eenvoudig te transporteren reproducties van kunstvoorwerpen. In de 19e eeuw zakte de vraag naar kartonkunst in, hetgeen in 1835 leidde tot sluiting van de fabriek.
De kerk bezit geen eigen klokkentoren.